# Synagelides cavaleriei
Synagelides cavaleriei là một loài nhện trong họ Salticidae.
Loài này thuộc chi Synagelides. Synagelides cavaleriei được Ehrenfried Schenkel-Haas miêu tả năm 1963.